# Donja Badanja
Donja Badanja (cyr. Доња Бадања) – wieś w Serbii, w okręgu maczwańskim, w mieście Loznica. W 2011 roku liczyła 384 mieszkańców.